# The Lost City (2022)
The Lost City is een Amerikaanse komische avonturenfilm uit 2022, geregisseerd door Adam Nee en Aaron Nee. De hoofdrollen worden vertolkt door Sandra Bullock, Channing Tatum, Daniel Radcliffe, Da'Vine Joy Randolph en Brad Pitt.

## Verhaal
De succesvolle auteur Loretta Sage schrijft romans en avonturenromans die zich afspelen op exotische locaties. Haar meest succesvolle ontwikkeling zijn de avonturen van de knappe Dash, die altijd wordt herdrukt op de romanomslagen en wordt belichaamd door het model Alan. Tijdens een boekenreis met Alan wordt Loretta ontvoerd door de excentrieke miljardair Fairfax. Dit eist van Loretta dat ze hem uit een van haar romans naar de schat van de oude verloren stad leidt. Alan schiet te hulp en wil aan iedereen bewijzen dat hij een echte held kan zijn. Samen moeten ze de gevaren van de jungle het hoofd bieden en proberen de schat te vinden. De narcistische Alan blijkt echter onhandiger dan Loretta dacht.

## Rolverdeling
| Acteur               | Personage                    |
| -------------------- | ---------------------------- |
| Sandra Bullock       | Loretta Sage                 |
| Channing Tatum       | Alan Caprison / Dash McMahon |
| Daniel Radcliffe     | Abigail Fairfax              |
| Da'Vine Joy Randolph | Beth                         |
| Brad Pitt            | Jack Trainer                 |
| Patti Harrison       | Pratt Caprison               |
| Oscar Nuñez          | Adrian Austin                |
| Raymond Lee          | officier Gomez               |
| Bowen Yang           | Tomshi Caprison              |

## Productie
In oktober 2020 werd de productie aangekondigd van de film The Lost City of D met Sandra Bullock in de hoofdrol. De broers Aaron en Adam Nee gaan de film regisseren. Bullock is ook medeproducent en laat haar productiebedrijf Fortis Films de film produceren in samenwerking met 3dot Productions en Exhibit A. De wereldwijde distributierechten gingen naar Paramount Pictures. In december 2020 ging de mannelijke hoofdrol naar Channing Tatum.
Kort voordat de opnames begonnen, werd Daniel Radcliffe gecast als de antagonist van de film, De toezegging van Brad Pitt werd in april 2021 aangekondigd. De film is tussen mei en augustus 2021 opgenomen in de Dominicaanse Republiek. Filmlocaties waren onder meer Samaná, Santo Domingo, Casa de Campo en Pinewood Dominicaanse Republiek Studios.
In oktober 2021 werd naast de releasedatum, de hernoeming van de originele titel van The Lost City of D naar The Lost City.

## Release
De film ging in première op het festival South by Southwest op 12 maart 2022 en is op 25 maart 2022 in de Verenigde Staten uitgebracht door Paramount Pictures.

## Ontvangst
De film ontving over het algemeen gunstige recensies van critici. Op Rotten Tomatoes heeft The Lost City een waarde van 78% en een gemiddelde score van 6,40/10, gebaseerd op 223 recensies. Op Metacritic heeft de film een gemiddelde score van 60/100, gebaseerd op 51 recensies.